# Théorie de la langue-soleil
La théorie de la langue-soleil (en turc : Güneş Dil Teorisi) est une hypothèse du linguiste français protochroniste Hilaire de Barenton. Elle n'est plus admise aujourd'hui par les linguistes mais, en Turquie, dans les milieux les plus nationalistes, elle est toujours en vogue depuis les années 1930. Cette théorie affirme que toutes les langues humaines sont issues d'une première langue turque,. Quant au nom, Hilaire de Barenton l'a créé parce qu'il pensait que les tengristes de l'Asie centrale antique vouaient au Soleil un culte dans lequel l'astre du jour aurait donné aux Hommes la parole.